# 汚れた英雄
『汚れた英雄』（よごれたえいゆう）は、大藪春彦のハードボイルド小説。
1966年から1969年にかけて『アサヒ芸能』に連載され、1968年から1969年にかけて単行本が刊行された。オートバイによるロードレースを題材としており、生沢徹、田中健二郎、高橋国光、マイク・ヘイルウッド、ジム・レッドマン、ドメニコ・アグスタ伯爵などの人物が実名で登場する。1982年には角川春樹の製作・監督による映画版も公開された。

## あらすじ
生まれてまもなく父を亡くし、第二次世界大戦中には母も亡くした北野晶夫は、戦災孤児として母方の叔父の実家が経営する自転車屋に引き取られた。そして晶夫は二輪レーサーとメカニックの両面で天性の勘の良さを持っていた。
晶夫はファクトリーライダーとなりレーサーとして生計を立てることを望み、いわゆる浅間高原レースを皮切りにレース活動を開始する。日本におけるレース活動の最中、日本のバイクメーカー視察中の往年のイタリア人レーサーであったバイクショップ経営者に見出され、アメリカに渡航。その後、西海岸での活動を経てヨーロッパに渡り、MVアグスタのワークス・チーム入りしてマン島TTレースやロードレース世界選手権（WGP）を制覇するまでに至る。
他方、晶夫は生まれ持った美貌と肉体で次々と淑女を自分の虜にしてパトロンにしていく（ある種のジゴロ）。その稼ぎはレーサーとしての収入とは比較にならないぐらい莫大なものとなった。しまいにはリヒテンシュタインの王女・イラと結婚し、それに伴いリヒテンシュタインの公爵家の名を継ぎ、公式な場では「アキオ・フォン・シュナイデル」を名乗った（後にイラとは離婚するが、公爵の地位はそのまま維持された。また多重国籍の問題を避けるため日本国籍は放棄している）。
晶夫は二輪レーサーとして生活も晩年にさしかかり、最終的にフォードと契約して4輪レーサーへの転向を試みることになるが…。

## 主人公のモデル
小説『汚れた英雄』の主人公・北野晶夫のモデルとなった人物として、当時主にヤマハに所属していた、WGPライダーの伊藤史朗の名が挙げられることがある。小説には伊藤自身も登場しており、浅間高原レースやWGP等で晶夫と伊藤が競い合うシーンも多数書かれている。また姓が同じであり、浅間から世界GPに進出した経歴を持ち、天才的ライダーと評されることから北野元もモデルと言われることがある（北野もわずかながら作中に登場する）。
ただし、作者の大藪自身はあとがきで「北野晶夫にはモデルはありません」とモデルの存在を否定している。大藪によれば、晶夫のレース成績の面ではゲイリー・ホッキング、マイク・ヘイルウッド、タルキニオ・プロビーニ、ジャコモ・アゴスチーニを参考にし、華麗なる女性遍歴についてはアーガー・ハーン3世の息子で1960年に事故死したアリ・ハーンやポルフィリオ・ルビロサ（同じく事故死）等の経歴を参考にしているという。

## 出版履歴
刊行本は四分冊構成。
- 1966年から1969年まで「週刊アサヒ芸能」に連載。挿絵は辰巳四郎。
- 1968年 - 徳間書店より「野望篇」「雌伏篇」「黄金篇」刊行。
- 1969年 - 徳間書店より「完結篇」刊行。
- 1971年 - 大藪春彦ホット・ノベル・シリーズ39,40,41,42
- 1979年 - 角川文庫
- 1992年 - 徳間文庫

## 映画
1982年12月18日公開。草刈正雄主演、角川春樹監督第1作。製作：角川春樹事務所 / 東映、配給：東映。
本来角川はプロデュースに専念し、監督は別に計画されていたが人選が難航し、角川が自ら演出した。

### 物語
全日本ロードレース選手権、国際A級500ccクラスは、ヤマハのワークスライダー大木圭史とプライベートの北野晶夫の熾烈な争いが展開され、第8戦までで2人は同点に並んでいた。ワークス・チームはその開発力で、最終戦に向けて調整を進めていく。
一方、北野はその天性の美貌を活かし、裕福な女性をパトロンとすることで、レース参加にかかる莫大な費用を捻出していた。
いよいよ最終の第9戦、様々な人々の思惑が交錯する中で、菅生サーキットでの熱い戦いが始まる。

### 出演
- 北野晶夫：草刈正雄
- クリスティーン・アダムス：レベッカ・ホールデン（英語版）
- 斎藤京子：木の実ナナ
- 緒方あずさ：浅野温子
- 緒方宗行：奥田英二
- 緒方和巳：磯崎洋介
- 大木圭史：勝野洋
- 鹿島健：貞永敏
- 雨宮貴司：林ゆたか
- 御木本菜穂子：朝加真由美
- 亀谷鉄也：草薙幸二郎
- 畑田：中田博久
- 島崎：清水昭博
- テディ片岡：伊武雅刀
- 清水：望月太郎
- 大橋：辻萬長
- 河井和子：中島ゆたか
- ピアニスト：世良譲
- パットン：トニー・セテラ
- ウィリアムス：ジョセフ・グレース
- パーティー司会者：夏八木勲（ノンクレジット）
- 黒部進、津田ゆかり、団時朗、菅田俊、山下伸二、内田勝康　ほか
- バイクスタント：平忠彦、木下恵司、上野真一、浅見貞男、毛利良一、江崎正、徳野政樹、Hiro T.A Sheeneなど

### スタッフ
- 製作・監督：角川春樹
- 原作：大藪春彦
- 脚本：丸山昇一
- 撮影：仙元誠三
- 美術：今村力
- 照明：渡辺三雄
- 録音：瀬川徹夫
- 編集：西東清明
- 助監督：松永好訓
- 記録：小山三樹子
- 製作担当：元持昌之
- 音楽監督：甲斐正人
- 音楽プロデューサー：高桑忠男（東映音楽出版）
- 音響効果：大橋鉄矢（アオイスタジオ）、帆苅幸雄（東洋音響）
- ヴィジュアルアドバイザー：四方義朗
- レースシーン監修：金谷秀夫
- カーアドバイザー：三上祥一
- カースタント：武士レーシング
- 録音スタジオ：アオイスタジオ
- 現像：東映化学
- プロデューサー：橋本新一、和田康作

### 製作
1979年に角川春樹が西崎義展と徳間書店の徳間康快と大藪春彦の小説『蘇る金狼』『汚れた英雄』『傭兵たちの挽歌』の映画化について提携し、3年間にわたって製作していくと発表した。「汚れた英雄」については、文庫化権は徳間文庫が、映画化権は角川春樹事務所が保持していたが、これをバーターすることで、角川文庫から原作を出すことで徳間書店に映画化の権利が渡った。徳間康快の希望でプロデューサーは当時アニメ『宇宙戦艦ヤマト』を当てていた西崎義展が起用された。西崎は製作にあたっての出資も行い、徳間書店と西崎義展のオフィス・アカデミーとの共同製作となる予定だった。出資比率は、徳間書店が70%、オフィス・アカデミーが30%だった。主人公は一般公募、監督は舛田利雄と中島貞夫が候補に上がっており国外ロケも予定された。製作に着手した西崎は日米で脚本を作成して20台以上のオートバイを用意、ヨーロッパロケでは10時間以上撮影し、これら準備段階で3億円を投じていたが、1980年半ばになって出資していた別事業の建て直しのために会社の資金繰りが悪化。徳間書店の映画化権は期限が3年と区切られており、3年以内に映画化できなければ角川春樹事務所に映画化権が戻ることとなっており、苦境に陥った西崎は映画化を返上せざるを得なくなった。
徳間書店の映画化権は1981年10月に切れたため角川で製作が決まった。1982年の東映正月興行『セーラー服と機関銃』が東映創立以来のメガヒットを記録したことから、すぐに岡田茂東映社長が1年先の1983年の正月映画の製作を併映の『伊賀忍法帖』の2本とも角川に頼んだ。このため製作発表は異例の早さで1982年2月4日に、銀座三笠会館で岡田と角川が出席して共同製作発表会見が行われた。この時点では角川のプロデュースと脚本の丸山昇一しか決まっていなかった。根岸吉太郎や村川透、鈴木清順など、7、8人に監督が打診されたが全員に断られた。角川は後に「『グラン・プリ』とか『栄光のル・マン』とか四輪の話はありましたが、二輪レースをどう撮ったらいいか、誰も分からなかったからでしょう」と語っている。監督が未定のまま特報を作ることとなり、角川は撮影を写真家の長濱治に依頼し、鈴鹿サーキットや菅生サーキットを巡って撮影を続け、それから本編の脚本作りに取り掛かった。

#### 脚本&演出
物語は原作小説とはまったく異なるものである。2本立てのため1時間50分が限度で、脚本の丸山は当時のインタビューで、2時間弱の映画の中では原作の一部分しか描けず、また終戦後から始まる原作では当時の時代背景から描かねばならないことなどから、原作のストーリーから離れて現代を舞台にすることに当初から決めたという。丸山は原作の中の「物語」ではなく、「キャラクターの生きざま」を描こうとしたといい、「北野晶夫ライブ」という表現を用いている。
角川は、映画の主役は北野晶夫でなく、バイクレースそのものであると考え、レースを如何にセクシーに撮るかに拘った。そのため「他に監督がいないなら私がやるしかない。二輪レースを命がけで撮ろう」と、監督を自ら買って出るが、周囲は猛反対し、唯一賛成したのは俳優の松田優作だけだったという。角川の監督が正式決定したのは1982年6月。撮影は（1982年）8月から10月上旬までの約70日間。三重県鈴鹿サーキット、宮城県菅生サーキットロケを含み、この間、角川は通常業務をこなしながら監督業を務めると発表された。1982年7月21日に東京會舘で正式な製作発表会見で（1982年）8月1日クランクイン、10月クランクアップ、11月上旬完成と発表された。
この年春に公開された『化石の荒野』の大コケで、「角川映画もここまで」などと一部で囁かれたこともあり、プロデューサーとして監督として並々ならぬ決意でのぞんだ。
演出経験を持たない角川は、脚本の丸山と相談し、極力台詞を削ることで映像の持つ迫力を前面に出す演出を心がけた。これについては当時、最低限のものだけを残しぎりぎりまで削り込む俳句の技法を応用した、との発言を残している。また、日本映画は台詞に頼り過ぎるので、無声映画の時代に戻せば、言語の違いを越えて、海外で通用する作品になると考えたという。
映画の基本色調は、角川自身が好んでいるメタリックで無機質な青色で行きたいと考え、撮影監督の仙元誠三も青色が好きだったことから、全ての画面のどこかに青を挿入している。また美術に関しても、生活感のない人を拒絶するような無機質な部屋にするよう美術監督の今村力に指示している。
角川は、撮影前に絵コンテを描いて予めスタッフに配布させたが、当日、撮影現場に入って被写体を見た際に、これから撮ろうとする脳内の映像が絵コンテと違うものだと判断すると、容赦なくスタッフに変更させ、撮影カメラのアングルを全て確認して、必要な場合はレンズも変更させた。現場での角川は怒鳴りまくる”鬼”だったと言われ、映画完成後、撮影監督の仙元誠三は角川に「撮影中にこれほど腹を立てた現場はない。あなたほど傲岸不遜で自信満々の監督には出会ったことはない」と苦笑したという。
角川はバイクの免許がないのに、サーキットの感覚を掴みたいと1982年9月に撮影の合間に乗ったバイクで転倒し、肋骨2本を折り、顔面を24針縫う大ケガを負った。

#### 撮影
主人公・北野晶夫役は、自ら角川に売り込んだ草刈正雄に決まった。草刈について角川は、顔やスタイル、立ち姿は禁欲的で退廃的だが、喋らせると角川自身が意図する主人公の虚無感から遠ざかると考え、「お前を画として撮るから黙って立ってろ」と、後に草刈が「撮影中に殺意を抱いた」と述懐するほど、芝居を一切させなかった。
制作にあたりヤマハ発動機の全面的な協力が得られたことから、ヤマハの関連会社が経営するスポーツランドSUGOで、TZ500や当時のWGP主力マシンであったYZR500を使った模擬レースを開催するなど、現代のロードレースシーンを描くことに成功している。
映画で北野晶夫のレースシーンスタントを担当した平忠彦は、当時国際A級500ccクラスにステップアップしたばかりの若手ライダーだったが、長身で風貌も草刈によく似ていたために異例の抜擢となった。当時の平は、ヤマハワークスの大先輩である野口種晴の店（野口モータース）に住み込みの身であり、映画のイメージとは全く違う生活を送っていたと言われる。映画版では北野晶夫が自宅のプールで泳ぐ場面があるが、「平さんも家にプールがあるんですか?」とたびたび聞かれるようになったため、平は当時のインタビューで閉口した旨を述べている。映画公開後、平は全日本選手権500ccクラス3連覇を達成、世界GPフル参戦も果たし、資生堂の男性化粧品「TECH21」のイメージキャラクターを長年務めるなど、北野さながらの活躍を見せた。
3台のバイクが併走する場面は、カメラと撮影監督の仙元誠三をポルシェのフロントグラス前に縛り付け、140㎞走行で真横に走らせて撮影した。運転を担当した浅見貞男は前方が見えず、横に見えるライダーの動きだけを追ってヘアピンカーブを回るという、まかり間違えば大事故に繋がるのを覚悟して敢行されている。
映画のクライマックスであるレースシーンは、映画『ロッキー』のクライマックスであるボクシングシーンを参考に構成され、時間も同じ18分に設定されている。このレースシーンで北野晶夫がゴール後のウィニングラップをウイリーで締めくくる場面のスタントは、平ではなく同じヤマハワークスの木下恵司が演じている。2ストロークの500ccマシンはアクセル操作にとても敏感で、当時500ccクラスルーキーだった平にはまだウイリー走行を披露するほどの経験がなかったためだと言われている。
映画の終盤で草刈演じる北野晶夫が大群衆に囲まれるシーンには、角川の陣中見舞いに訪れた薬師丸ひろ子目当てのファンをエキストラに使用した。

#### 製作費
製作費3億5000万円は東映が全額負担したが、最終的に4億円に膨れ上がった。製作当時、薬師丸ひろ子は大学受験のため休業中であったが、受験が終わる1983年春に復帰が予想され、薬師丸の出演映画の配給を獲得出来れば大ヒットは間違いなしの情勢だった。東宝は角川と当時絶縁状態にあったため、実際は東映と松竹の争いと見られていたが、1982年6月、東宝が創設した藤本賞の第1回に田中友幸や橋本忍の予想を覆し、角川を選ぶというウルトラCを敢行した。角川は感激し「今後も私が製作する映画のマーケットとしては、東宝か東映以外に考えられない」と話し、角川から東宝との雪解けを思わす言葉を引き出した。商売上手な角川はわざわざ東映本社に足を運び「東宝から来年の予定を全部変更するから、薬師丸のカムバック作をやらせて欲しいと最高の条件を提示して来た」と伝えに来る用意周到さで、外された形の松竹は「薬師丸さんを『寅さん』のマドンナに」と猛烈な巻き返しをかけ、喉から手が出るほど薬師丸が欲しい東映は薬師丸を握る（所属する）角川の取り込みを図るため本作の全額出資を決めた。松竹は1985年の『男はつらいよ 寅次郎恋愛塾』の時も薬師丸を口説いたが断られ、マドンナは樋口可南子になった。

### ビデオ販売
製作当時、ビデオソフトの売り上げがレンタル店の増加で急増し、角川は本作を「北野晶夫というレーサーのプロモーションビデオ」であると意図して、家庭用モニターで繰り返し観られる作品作りを心掛けた。そして、日本で初めて劇場公開と同時に上映館のロビーでセルビデオを15000円で売り出す戦略を行った。元々、日本ビデオ協会（現・一般社団法人日本映像ソフト協会）にいた石田達郎がビデオの売り上げについて角川に相談し、映画公開と同時にビデオソフトを売る案を角川が出したもので、1000本売れたら御の字という時代に3万本の売り上げを叩き出した。当時はビデオデッキを持つ家庭は少数で、映画料金との格差もあったため、興行会社や劇場からのクレームは一切なかったという。

### 公開と評価
撮影中、角川は「配給収入を最低12億円上げられなければ自刃する」という決意を秘めて、撮影現場に白鞘の短刀を肌身離さず持ち歩き、公開初日は集合場所の丸の内東映に時間になっても登壇できず、自宅で前述の短刀を持って震えていたが、宣伝担当だった福永邦昭が、劇場の周りを客が取り囲んでいることを伝えると、安堵してようやく、短刀を机に置いて立ち上がれたという。
本作は16億円の配給収入を出したが、同年に公開された近藤真彦主演の『ハイティーン・ブギ』の18億円には及ばなかった。映画評論家の評価は「レースシーンは迫力があるが、人間描写が弱い」と批評し、同年に公開された角川製作の『蒲田行進曲』が映画賞を総なめしたこともあり、映画監督としての角川春樹は評価されなかった。また、角川のブレーンの1人だった古澤利夫は、「春樹さんは自分が監督すると製作費の上限を考えなくなる。プロデューサーとしては鋭い感覚を持っているけど、監督になると引いて物事が見られない」と監督進出を危ぶんだという。
朝日新聞は「乾いたタッチで、クールな男をセリフを極力少なくして撮ったという角川監督の、その成果は出ている。疾走シーンもよく捉えている。但し草刈の演技のためか、演出の突っ込み不足のためか、残念ながら登場人物の内面が見えない。人間が空疎なのだ。そのため若者向けの『ファッションとしての映画』になってしまった。最もその方が興行的には当たる、というプロデューサーとしての読みなのだろうか」などと評している。

### 主題歌
発売元は東芝EMI（現・ユニバーサル ミュージック合同会社）。
オープニングテーマ
- 「汚れた英雄」（原題：Riding High）
  - 作詞：トニー・アレン / 作曲：小田裕一郎 / 編曲：ピーター・バーンスタイン（英語版） / 歌：ローズマリー・バトラー

挿入歌
- 「THE LAST HERO〜ラスト・ヒーロー」
  - 作詞：トニー・アレン / 作曲：小田裕一郎 / 編曲：ピーター・バーンスタイン / 歌：ローズマリー・バトラー

### 同時上映
- 『伊賀忍法帖』